# Eugen Senge-Platten

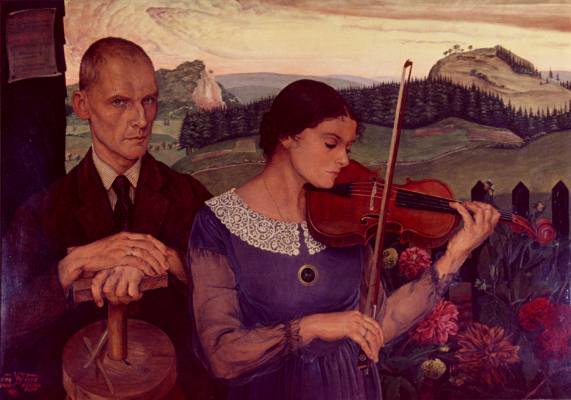
Eugen Senge-Platten mit seiner Frau Alix Senge-Voss (gemalt von Werner Schramm, 1937)

Eugen Senge-Platten (* 3. September 1890 in Siedlinghausen; † 30. März 1972 ebenda) war ein westfälischer Bildhauer und Maler.

## Leben und Arbeit

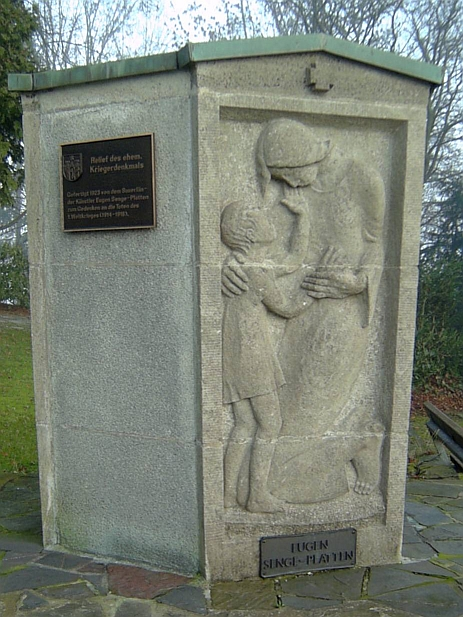
Kriegerdenkmal in Schmallenberg von Eugen Senge-Platten (1923)

Eugen Senge-Platten wurde 1890 in Siedlinghausen geboren. Die Schulzeit verbrachte Senge-Platten in Münster. Dort besuchte er die Volksschule, die Domschule, das Städtische Gymnasium und nebenbei eine Modellierschule. Danach begann er ein Studium an der dortigen Universität. Nach einem Jahr brach er sein Studium ab, um im Jahre 1910 in Berlin eine Ausbildung als Bildhauer zu beginnen. Nach der Ausbildung an der Berliner Kunstakademie bei Peter Breuer trat er 1914 als Kriegsfreiwilliger in das Königlich Clevesche Feldartillerie-Regiment 43 ein. Nach Kriegsende ging Senge-Platten erneut nach Münster, um dort zu arbeiten. Zwei Jahre später ließ er sich in Düsseldorf nieder. Dort mietete er ein Atelier. In Düsseldorf lernte er auch seine spätere Ehefrau Alix Senge-Voss, eine Konzertgeigerin aus St. Petersburg, kennen. 1923 zog Senge-Platten wieder in sein Heimatdorf, wo er zurückgezogen lebte. Wegen der geringen Kunstnachfrage betrieb er dort bis 1934 eine Handweberei. 1928 heiratete er seine Lebensgefährtin Alix. Sie veranstaltete in dem Atelier ihres Mannes Konzerte mit bekannten Musikern. In diesem Umfeld entstand der sogenannte Siedlinghauser Kreis. Zu diesem Kreis, der von dem Landarzt Franz Schranz initiiert wurde, gehörten Kunstverständige, Maler, Schriftsteller, Historiker, Juristen, Philosophen und Kommunalpolitiker. Über den Freundeskreis kam der Kontakt zu Konrad Weiß zustande, der einen großen Einfluss auf die Werke des Künstlers hatte. Weiß, Schranz und Senge-Platten verband eine Freundschaft. Sie unternahmen gemeinsame kulturelle Fahrten, denen Weiß in seinem Buch „Deutschlands Morgenspiegel“ ein literarisches Denkmal gesetzt hat. Während des Zweiten Weltkrieges war Senge-Platten Offizier. Er wurde in Italien und Afrika eingesetzt. Dort zeichnete und aquarellierte er seine persönlichen Eindrücke. Die Kriegseindrücke beeinflussten auch die späteren Jahre. Am 30. März 1972 starb Eugen Senge-Platten in Siedlinghausen. Nach ihm wurde die Senge-Platten-Straße benannt, in der sich die katholische Kirche sowie die Hauptschule Siedlinghausen und das angegliederte Hallenbad Siedlinghausen befinden.

## Werke (Auswahl)

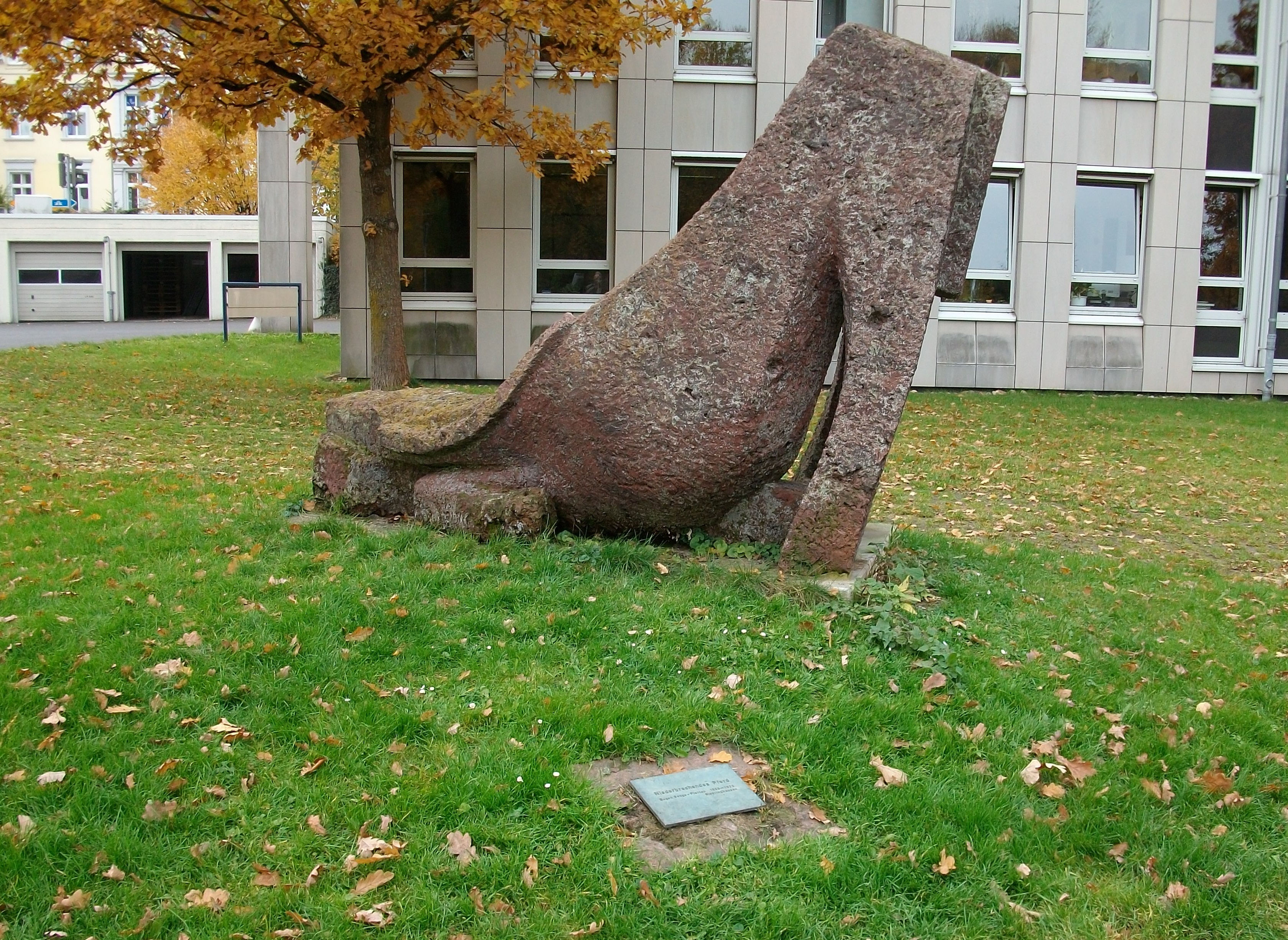
Niederbrechendes Pferd vor dem Kreishaus in Meschede

- Kriegerdenkmal 1914–18 in Winterberg
- Kriegerdenkmal 1914–18 in Schmallenberg (1923)
- Kriegerdenkmal 1914–18 in Römershagen
- Michaelsdenkmal in Assinghausen (1933)
- Pfortenengel im Kloster Marienthal bei Wesel (1939)
- 1,60 Meter hoher Taufstein für die Pfarrkirche Westfeld (1951)
- Kampf Jakobs mit dem Engel im Schloss Ahaus, Kreis Borken (1954)
- 2 × 2 m Schieferrelief Das Wasser, Jugendherberge Schmallenberg (1962)
- Niederbrechendes Pferd vor dem Kreishaus in Meschede
- Skulptur vor der Realschule Olsberg[2]

Einige seiner Werke befinden sich in der Sammlung des Schieferbergbau- und Heimatmuseums in Schmallenberg.